# Diacyclops eriophori
Diacyclops eriophori – gatunek widłonoga z rodziny Cyclopidae, nazwa naukowa gatunku została po raz pierwszy opublikowana w 1927 roku przez brytyjskiego zoologa Roberta Gurneya.